# Tendra zostericola
Tendra zostericola är en mossdjursart som beskrevs av Alexander von Nordmann 1839. Tendra zostericola ingår i släktet Tendra och familjen Tendridae. Inga underarter finns listade i Catalogue of Life.